# المعهد البترولي
المعهد البترولي - أبوظبي
جامعة حكومية تابعة لشركة ADNOC تم تأسيسها في 1 مارس 2001 برعاية الشيخ زايد بن سلطان آل نهيان، وتوجيهات الشيخ خليفة بن زايد آل نهيان حيث تم إصدار القانون رقم 9 الذي ينص على تأسيس المعهد البترولي كهيئة مستقلة تعليمية تجمع أفضل الخبرات التعليمية، تم استقبال أول دفعة خريجي ثانوية عامة في شهر سبتمبر 2001.
وقد ساهمت عدة شركات بترولية عالمية في تأسيس هذه الجامعة ومنها: British Petroleum وTotalFinaElf وJODCO Shell، وتم توفير كادر تعليمي متميز من جامعة كولورادو للمعادن.
ويوفر المعهد لخريجيه بعد إكمال الدراسة فرصة عمل متاحة في مجال صناعة النفط والغاز والبتروكيماويات وبرامج تدريبية دقيقة وموضوعية أثناء العمل ورواتب شهرية مجزية وعلاوات وامتيازات عديدة و فرص للوصول إلى أعلى المناصب القيادية في مجال الصناعة.

## التخصصات المتاحة في كلية الهندسة
- هندسة البترول
- هندسة الميكانيك
- هندسة الكهرباء
- هندسة الكيمياء
- علوم الأرض
- هندسة وعلوم المواد الخام

### برامج الدكتوراه
في عام  2016 أعلن المعهد البترولي عن برنامج للدكتوراه في خمسة تخصصات هندسية، تشمل:
- هندسة البترول
- هندسة الميكانيك
- هندسة الكهرباء
- هندسة الكيمياء
- الجيولوجيا البترولية.